# Teresa Rius Colet
Teresa Rius Colet (Roda de Bará, 3 de mayo de 1912-Barcelona, 19 de septiembre de 1987) fue una republicana española, y militante de la CNT.

## Trayectoria
Rius fue trabajadora textil, republicana y militante de la Confederación Nacional del Trabajo (CNT). Formó parte del comité de control de la fábrica de D. Antoni Martí - Tejidos Berà. El 23 de marzo de 1939 fue detenida en Barcelona al hacer gestiones para reunirse con su marido Josep Mercadé Arall, prisionero en los campos de concentración del sur de Francia. Tenía la intención de exiliarse con él en México. Fue ingresada en la Prisión de Les Corts, dejando un hijo pequeño, Joan Mercadé Rius.
Su consejo de guerra tuvo lugar el 21 de julio de 1939, cuya acusación se basa en los informes de la alcaldía del pueblo, de la Falange Española de las JONS y se fundamenta en la relación de Teresa con su marido como miembro revolucionario del pueblo, lo que fue un agravante en su sentencia. Fue condenada a 12 años y 1 día. Obtuvo la libertad condicional el 7 de septiembre de 1940. Tras permanecer en prisión 18 meses y 14 días.
Al salir de la cárcel y regresar al pueblo, el encargado de la fábrica le negó la posibilidad de incorporarse a su trabajo por ser la mujer de un republicano y, sin recursos, tuvo que buscar trabajo en Barcelona. Posteriormente, con casi cuatro años de retraso, recibió la fatal noticia de que su marido había sido exterminado en Mauthausen.